# NGC 7213
NGC 7213 ist eine Spiralgalaxie vom Hubble-Typ Sa im Sternbild Kranich am Südsternhimmel. Sie ist schätzungsweise 77 Millionen Lichtjahre von der Milchstraße entfernt und hat einen Durchmesser von etwa 75.000 Lichtjahren.
Im selben Himmelsareal befindet sich u. a. die Galaxie IC 5170.
Das Objekt wurde am 30. September 1834 von dem britischen Astronomen John Herschel entdeckt.